# Szilágyi Erzsébet fasor
A Szilágyi Erzsébet fasor kiemelkedően fontos főútvonal Budapest II. kerülete és Budapest XII. kerülete határán. Része a kerület „ütőerének” számító Szilágyi Erzsébet fasor – Hűvösvölgyi út – Hidegkúti út útvonalnak.

## Nevének eredete
Hozzávetőlegesen a Szépilona kocsiszín helyén állt egy major a 13. századtól, amelyet a közelben lakó Szilágyi Erzsébet bérelt 1459 és 1484 között.

## Története
1962-ben jött létre két addigi külön közterületből, az 1946 óta Malinovszkij fasor néven ismert útvonalból és az 1941 óta Szilágyi Erzsébet fasor nevű útból.
A Malinovszkij fasor a Moszkva tértől a Rhédey utcáig vezetett; az 1850-es években Retek utca, 1931-től Olasz fasor volt a neve.
A korábbi Szilágyi Erzsébet fasor a Rhédey és a Lotz Károly utcáig futott; korábban Budakeszi út volt a neve.

## Fekvése
Az Ördög-árok völgyében, a II. és a XII. kerület határán vezet a Széll Kálmán tértől a Budakeszi út és Hűvösvölgyi út találkozásáig. A szétválás után előbbi (8102-es, Budakeszi központjától 1102-es számozással) Budakeszi-Páty érintésével Zsámbékra, utóbbi (1107-es számmal) Hűvösvölgyig, majd onnan, több névváltást követően, Pesthidegkút, Solymár és Pilisszentiván érintésével Pilisvörösvár külterületéig vezet, a 10-es főút Pilisvörösvár-Piliscsaba közötti szakaszáig.
Érintett városrészek: II. kerület: Országút, Pasarét; XII. kerület: Krisztinaváros, Kútvölgy, Virányos.